# Dirty Rotten Scoundrels
|  | Aquest article tracta sobre el musical. Si cerqueu la pel·lícula, vegeu «Un parell de seductors». |

Dirty Rotten Scoundrels és un musical de Broadway, amb música i lletra de David Yazbek i llibret de Jeffrey Lane; basat en la pel·lícula homònima. El musical va representar-se a Broadway el 2005, tenint una gira posterior.

## Produccions
El musical va estrenar-se a San Diego, Califòrnia el 22 de setembre de 2004, abans de traslladar-se a Broadway al gener del 2005, estrenant-se al març a l'Imperial Theatre. El show tancà el 3 de setembre de 2006 amb un total de 626 funcions. Estava dirigida per Jack O'Brien; i el repartiment incloïa a John Lithgow, Norbert Leo Butz, Sherie Rene Scott, Joanna Gleason i Gregory Jbara. Es va publicar l'enregistrament de la banda sonora.
A continuació es realitzà una gira pels Estats Units, entre el 4 d'agost de 2006 i el 19 d'agost de 2007; amb Norbert Leo Butz com Freddy i Tom Hewitt com Lawrence. Posteriorment s'han realitzat produccions a Tòquio, Mèxic DF, Madrid, Stuttgart, Seül, Oslo, Estocolm i Tampere.

## Argument

### Primer acte
El musical comença a un casino de la Riviera Francesa, mostrant a Lawrence Jameson, un professional de l'estafa, que intenta enganyar dones riques fent-se passar per un membre de la reialesa, juntament amb el seu "guardaespatlles" André, per robar-les els seus diners ("Give Them What They Want"). Andre adverteix a Lawewnce que hi ha un mestre de l'estafa actuant a la zona, conegut com "el Xacal". En una història paral·lela, una dona anomenada Muriel i una altra dona s'adonen que Lawrence no és qui diu ser ("What Was a Woman To Do"). Un dia, mentre que viatja en un tren, Lawrence es fixa en un inculte i badoc americà anomenat Freddy Benson estafant a una dona, però aconseguint molts menys diners del que fa en Lawrence. Quan Lawrence deixa el tren, una de les seves víctimes s'apropa a Freddy preguntant-li per "sa altesa reial", la qual cosa fa que Freddy descobreixi qui és realment Lawewnce, presentant-se a la seva luxosa mansió, on queda enlluernat pel nivell de vida que ha aconseguit servint-se de l'estafa ("Great Big Stuff"), i li demana que l'instrueixi i l'ensenyi a treballar a gran escala.
André i Lawrence saben que Freddy no pot assolir el nivell requerit ("Chimp in a Suit"), però Lawrence veu l'ocasió d'usar-lo per desfer-se d'una novia que té que vol que marxi a viure amb ella a Oklahoma ("Oklahoma?"). Lawrence fa passar a Freddy pel seu germà Ruprecht ("All About Ruprecht"), malalt amb problemes mentals, psicològics, sexuals, i de conducta que quan se'l presenta a Jolene, dient-li que sempre anirà amb ell allà on vagi, ella fuig corrent de la seva vida.
Lawrence comença a pensar que no hi ha prou espai a la ciutat per a tots dos; així que fan un tracte: el primer que aconsegueixi 50.000 dòlars d'una dona es quedarà a la ciutat, mentre que l'altre haurà de marxar. Immediatament després de fer l'acord anuncien l'arribada de la "Reina del Sabó Americà, Christine Colgate" ("Here I Am"). Simultàniament decideixen llançar-se sobre ella per estafar-la. Freddy crea un àlies com un home paralitzat de cintura cap a baix i explica que hi ha un rehabilitador, el Dr. Shuffhausen, que pot ajudar-lo, però que no té els 50.000 dòlars que cobra el Dr. Shuffhausen. Christine li diu que mantingui l'esperança ("Nothing Is Too Wonderful To Be True"), que lla té els diners per pagar al terapeuta com Freddy havia esperat ("The Miracle"). Llavors li diu que ell està a l'hotel; i Freddy queda bocabadat quan veu que no és altre sinó Lawrence.

### Segon acte
Després d'una breu reintroducció (Entr'Acte), Lawrence sotmet les cames de Freddy a tota mena de tortures, el qual les ha de patir en silenci i sense reaccionar com si realment no sentís res, perquè Christine no s'adoni l'engany ("Ruffhousin' Mit Shuffhausen"). Paral·lelament Muriel es troba amb Andre i els dos s'enamoren ("Like Zis/Like Zat"). Lawrence intenta apropar-se a Christine ("The More We Dance"), descobrint que Christine no és tan rica com es pensava. Lawrence diu a Freddy que creu que haurien de canviar l'aposta, deixant-la que guanyarà qui primer se'n vagi al llit amb ella; i Freddy fa que dos matons segrestin a Lawrence per tal de tenir via lliure cap a Christine.
Freddy es reuneix amb Christine a l'hotel on li diu que necessitaria trobar la motivació per aixecar-se de la cadira de rodes. Ella li diu que ella serà la seva motivació ("Love is My Legs"), i asseient-se als peus del llit, el crida perquè camini fins a ella. Freddy, "amb molt d'esforç" arriba fins al llit, on cau "casualment" al damunt d'ella esgotat, quan apareix Lawrence i diu que tot plegat va ser un pla ordit per Christine i ell per demostrar-li que pot caminar. Lawrence acompanya a Christine fins a l'estació perquè pugui marxar (Love Sneaks In) i fa que els dos matons segrestin a Freddy per tal que no pugui tornar a enganyar-la. Freddy aconsegueix escapar dels matons i arriba a l'habitació, però ella ja ha marxat.
L'endemà Freddy es troba amb Christine que ha tornat a l'hotel dient-li que no podia marxar "sense veure'l de nou") ("Son of Great Big Stuff"). Ambdós cauen junts al llit i l'escena passa a la mansió de Lawrence, on apareix Christine, amb els ulls amarats de llàgrimes, i explicant-li com va anar a veure en Freddy, com van fer l'amor i que quan s'ha aixecat tots els seus diners s'havien esfumat: "Començo a pensar que realment mai no ha estat paralitzat." Lawrence agafa 50.000 dòlars i els posa en una maleta i li diu que els agafi. Christine l'agafa, però torna i li retorna la maleta dient, "Tindré alguna cosa molt millor per la qual recordar-te" abans de marxar.
Minuts després apareix Freddy en calçotets. Lawrence està enfadat amb ell per prendre els diners a Christine. Freddy, en canvi, afirma que mai no van fer l'amor: anaven a fer-ho quan ella l'ha deixat fora de sentit. Quan s'ha aixecat ha vist que les seves coses havien desaparegut. Lawrence obre la maleta per descobrir que els diners han volat, sent substituïts per la roba de Freddy i una nota que diu "Adéu nois; ha estat divertit! Us estima, el Xacal", mostrant-se que ella els ha enredat tot el temps ("The Reckoning"). Poc després Christine torna al chateau de Lawrence, juntament amb un munt de gent. Lawrence i Freddy admeten que el frau ha estat una bona aventura ("Dirty Rotten Number") i comencen a traçar un pla per estafar tota aquella gent al "Finale".

## Números musicals
| I Acte - Overture - Give Them What They Want (Broadway) - Lawrence, Andre, Cor - The Only Game in Town (National Tour) - What Was a Woman to Do - Muriel, Dones - Great Big Stuff - Freddy, Cor - Chimp in a Suit - Andre - Oklahoma? - Jolene, Lawrence, Cor - All About Ruprecht - Lawrence, Ruprecht, Jolene - What Was a Woman to Do (Reprise) - Muriel - Here I Am - Christine, Cor - Nothing is Too Wonderful to Be True - Christine, Freddy - The Miracle (Final del I Acte) - Company | II Acte - Entr'acte - Ruffhousin' Mit Shüffhausen - Freddy, Christine, Dr. Shüffhausen - Like Zis/Like Zat - Andre, Muriel - The More We Dance - Lawrence, Christine, Cor - Love is My Legs - Freddy, Christine, Cor - Love Sneaks In - Lawrence - Like Zis/Like Zat (Reprise) - Muriel - Son of Great Big Stuff - Freddy, Christine - The Reckoning - Lawrence, Freddy, Christine - Dirty Rotten Number - Lawrence, Freddy - Finale - Companyia |

## Repartiment i substitucions
- John Lithgow com Lawrence Jameson
- Sherie Rene Scott com Christine Colgate
- Norbert Leo Butz com Sergeant Freddy "Buzz" Benson, US Army
- Sara Gettelfinger com Jolene Oakes
- Joanna Gleason com Muriel Eubanks
- Gregory Jbara com Inspector Andre

Substitucions
- Jonathan Pryce substituí a John Lithgow com Lawrence Jameson el 17 de gener de 2006
- Mylinda Hull substituí a Sara Gettelfinger com Jolene Oakes el 17 de gener de 2006
- Rachel York substituí a Sherie Rene Scott com Christine Colgate el 7 de febrer de 2006
- Lucie Arnaz substituí a Joanna Gleason com Muriel Eubanks el 23 de maig de 2006
- Sherie Rene Scott tornà al paper de Christine Colgate el 20 de juny de 2006
- Keith Carradine substituí a Jonathan Pryce com Lawrence Jameson el 21 de juliol de 2006
- Brian d'Arcy James substituí a Norbert Leo Butz com Freddy Benson el 21 de juliol de 2006
- Richard Kind substituí a Gregory Jbara com Andre el 4 d'agost de 2006

## Premis i nominacions
| Any  | Premi                    | Categoria                                         | Nominat                             | Resultat  |
| ---- | ------------------------ | ------------------------------------------------- | ----------------------------------- | --------- |
| 2005 | Premi Drama Desk         | Musical Més Destacat                              | Musical Més Destacat                | nominat   |
| 2005 | Premi Drama Desk         | LLibret de Musical Més Destacat                   | Jeffrey Lane                        | nominat   |
| 2005 | Premi Drama Desk         | Actor de Musical Més Destacat                     | Norbert Leo Butz                    | GUANYADOR |
| 2005 | Premi Drama Desk         | Actriu de Musical Més Destacat                    | Sherie Rene Scott                   | nominat   |
| 2005 | Premi Drama Desk         | Actor de Repartiment Més Destacat en un Musical   | Gregory Jbara                       | nominat   |
| 2005 | Premi Drama Desk         | Actriu de Repartiment Més Destacada en un Musical | Joanna Gleason                      | nominat   |
| 2005 | Premi Drama Desk         | Coreografia Més Destacada                         | Jerry Mitchell                      | nominat   |
| 2005 | Premi Drama Desk         | Orquestracions Més Destacades                     | Harold Wheeler                      | nominat   |
| 2005 | Premi Drama Desk         | Música Més Destacada                              | David Yazbek                        | nominat   |
| 2005 | Premi Drama Desk         | Lletres Més Destacades                            | David Yazbek                        | nominat   |
| 2005 | Premi de la Drama League | Producció de Musical Més Distingida               | Producció de Musical Més Distingida | GUANYADOR |
| 2005 | Premi de la Drama League | Actuació Més Distingida                           | Norbert Leo Butz                    | GUANYADOR |
| 2005 | Premi Tony               | Millor Musical                                    | Millor Musical                      | nominat   |
| 2005 | Premi Tony               | Millor Llibret de Musical                         | Jeffrey Lane                        | nominat   |
| 2005 | Premi Tony               | Millor Banda Sonora                               | David Yazbek                        | nominat   |
| 2005 | Premi Tony               | Millor Actor Protagonista de Musical              | Norbert Leo Butz                    | GUANYADOR |
| 2005 | Premi Tony               | Millor Actor Protagonista de Musical              | John Lithgow                        | nominat   |
| 2005 | Premi Tony               | Millor Actriu Protagonista de Musical             | Sherie Rene Scott                   | nominada  |
| 2005 | Premi Tony               | Millor Actriu de Repartiment en una Obra          | Joanna Gleason                      | nominada  |
| 2005 | Premi Tony               | Millor Il·luminació de Musical                    | Kenneth Posner                      | nominat   |
| 2005 | Premi Tony               | Millor Direcció de Musical                        | Jack O'Brien                        | nominat   |
| 2005 | Premi Tony               | Millor Coreografia                                | Jerry Mitchell                      | nominat   |
| 2005 | Premi Tony               | Millors Orquestracions                            | Harold Wheeler                      | nominat   |